# Heterusia promenea
Heterusia promenea là một loài bướm đêm trong họ Geometridae.